# Maxim Tsigalko
Maksim Uladzimiravich Tsyhalka - em bielorrusso, Максім Уладзіміравіч Цыгалка (Minsk, 27 de maio de 1983 – 25 de dezembro de 2020) foi um futebolista bielorrusso que atuava como atacante. Jogou duas partidas pela seleção de seu país, marcando um gol, e já atuou por equipes de seu país (Dínamo Minsk, Dinamo-Yuni Minsk, Naftan Novopolotsk e Savit Mogilev), do Cazaquistão (FC Kaysar) e da Armênia (Banants Yerevan). Ainda chegou a passar um período de testes no Marítimo, porém não chegou a ser contratado pelo clube da Ilha da Madeira: no primeiro treino, sofreu uma lesão e foi dispensado.
Era mais conhecido por seu nome russificado dos tempos de URSS, Maksim Vladimirovich Tsygalko (Максим Владимирович Цыгалко, em russo). Aposentou-se com apenas 26 anos, devido a uma séria lesão no joelho.
Maxim tinha um irmão gêmeo chamado Yuri Tsigalko, que foi goleiro e defendeu o Dinamo Brest, também da Bielorrússia, na maior parte da carreira, encerrada em 2013. O ex-atacante ainda trabalhou na construção civil e também foi sócio de Yuri num restaurante aberto pelo ex-goleiro, que viria a fechar as portas pouco depois.

## Situação financeira e morte
Sem poder trabalhar e com a situação financeira prejudicada, fãs da franquia Championship Manager fizeram um financiamento coletivo para ajudar Tsigalko a encontrar uma oportunidade para voltar a trabalhar em 2018.
Morreu em 25 de dezembro de 2020, aos 37 anos. A causa não foi divulgada, mas o ex-jogador já enfrentava problemas de saúde há algum tempo. Tsigalko era casado e pai de 2 filhas.

## Championship Manager
Tsigalko é conhecido por causa do jogo de computador Championship Manager 01/02. No jogo, a versão virtual de Maxim Tsigalko marca muitos gols, e muitos fãs da série Championship Manager o consideram como o melhor jogador já criado pelos programadores.

## Títulos
Dínamo Minsk
- Vysshaya Liga: 2004
- Copa da Bielorrússia: 2002–03